# La Femme à l'orchidée
Pour plus de détails, voir Fiche technique et Distribution.
La Femme à l'orchidée est un film français réalisé en 1951 par Raymond Leboursier, sorti en 1952.

## Synopsis
Se faisant passer pour un certain Luciano, le commissaire Renaudin se fait embaucher par Karl, le chef local d'une bande de trafiquants de drogue agissant dans la région de Nice. Deux raisons à cela, l'une professionnelle : il veut mettre la bande hors d'état de nuire - et tout particulièrement le boss, qui opère dans l'ombre ; l'autre est moins avouable : il est fasciné par Léna, la femme de Karl...

## Fiche technique
- Titre : La Femme à l'orchidée
- Réalisation : Raymond Leboursier
- Assistants réalisateurs : 1) Jean Espiau / 2) Victor Merenda
- Scénario : Robert-Georges Méra et Jean Parini
- Dialogues : Robert-Georges Méra et Raymond Leboursier
- Directeur de la photographie : Michel Rocca
- Cameraman : Arthur Raimondo
- Photographe de plateau : Léo Mirkine
- Montage : Georges Arnstam, assisté de Denise Double
- Musique : Jean Marion,
- Chanson d'André Varel et Charly Bailly, interprétée par Georgette Plana
- Régie générale : Charles Kerdax
- Producteur et directeur de production : Marius Lesoeur
- Production : Paris-Nice Productions
- Format : Noir et blanc — 35 mm — 1,37:1 — Son : Mono
- Genre : Film policier
- Durée : 80 minutes
- Date de sortie : 
  - France : 4 janvier 1952
- Affiches : Fernand François (France)

## Distribution
- Tilda Thamar : Léna
- Georges Rollin : Karl
- Lucien Gallas : Luciano / le commissaire Renaudin
- Michel Barbey : Walter
- Nada Fiorelli : Une danseuse
- Gisèle Gray : Michèle, la barmaid
- Hennery : Bruno
- Félix Clément : Jacques
- Lucien Callamand : le tailleur Jourdan / la capitaine Wells
- Georgette Plana : la chanteuse
- La belle Muriel : la danseuse
- Jacques-Elie Moreau
- Fred Ellis